# Sveti Martin
Sveti Martin (Savaria, 316. – Candes, 8. studenoga 397.), katolički svetac, biskup grada Toursa, prvi svetac koji nije bio mučenik, a ima svoj liturgijski blagdan, prvi svetac zaštitnik Francuske. Njegov se blagdan – Martinje – slavi 11. studenoga, na datum njegova pogreba.

## Životopis
Bio je sin rimskog tribuna u Savariji, današnji Sambotel (mađ. Szombathely) u Mađarskoj. Djetinjstvo je proveo uz oca u jednom vojnom garnizonu u Paviji. Protiv njegove volje, unovačili su ga u carsku gardu. Usred zime, našao se pred vratima grada Amiensa u Galiji te susreo siromaha prosjaka, koji je od njega zatražio milostinju. Nemajući kod sebe novaca, a gledajući prosjaka kako se smrzava, odrezao je polovicu svoga vojničkoga plašta i dao mu da se zaogrne. Sljedeće je noći usnio san vidjevši samoga Gospodina, zaogrnuta u polovicu plašta, koji mu je govorio: "Ovim me je plaštom zaogrnuo Martin."
Martin kao rimski vitez imao je za poslužnika nekoga roba. No on je s njim postupao kao s bratom, čak mu je sam znao očistiti obuću. Završivši vojnu službu i oprostivši se zauvijek od nje, Martin je bio zaređen za egzorcista. Nakon toga se vratio kući u Panoniju, gdje mu je uspjelo pridobiti za kršćanstvo vlastitu majku. Od kuće je pošao u Milano, gdje se vodila duhovna borba protiv krivovjeraca arijanaca. I on se upustio u tu borbu, braneći vjeru u Kristovo božanstvo, u njegovu istobitnost s Ocem. Zbog toga je bio prognan iz Milana te se sklonio u pokrajinu Liguriju. No ni tu nije dugo ostao, već je pošao u Poitiers, u Galiju, i tu se predao kontemplativnom životu u samostanu. Bio je izabran za biskupa grada Toursa te posvećen god. 370. O njemu se govorilo »da je bio vojnik na silu, biskup po dužnosti, a monah po izboru«. Naslijedio ga je sv. Grgur iz Toursa, koji je napisao djelo o njemu i dao podići baziliku posvećenu njemu.
Kao biskup Martin se prihvatio evangelizacije među Galima, na dobrotvorne akcije, na smirivanje duhova unutar Crkve, na otpor protiv uplitanja građanske vlasti u čisto crkvene poslove. Uvijek je bio blizu siromašnima, i progonjenima. Imao je protivnika i u redovima klera.

## Štovanje
Zaštitnik je Francuske, vinara, vinogradara, vojnika, konjanika, izliječenih alkoholičara, uzgajivača konja i gusaka, Švicarske papinske garde, mnogih mjesta u Europi, uključujući Beli Manastir, Dugo Selo, Sumartin, Virje i Vranjic u Hrvatskoj. U bitci kod Kisega između malobrojnih hrvatsko-mađarskih snaga predvođenih Nikolom Jurišićem protiv mnogobrojne turske vojske, žene i djeca su molili sv. Martina za pomoć i uskoro su turski vojnici pobjegli videći konjanika s plamenim mačem. Spomendan mu je 11. studenoga i taj se dan slavi kao Martinje: u skladu s običajima i tradicijom, za slavlje se peče guska, a tijekom slavlja krsti mlado vino.
Od 2005. europskim kulturnim projektom Stopa sv. Martina povezuju se mjesta diljem Europe s martinskom tradicijom.

## Poveznice
- Martinje
- sveti Grgur iz Toursa
- sveti Perpetuo iz Toursa

## Vanjske poveznice
Ostali projekti
|  | Zajednički poslužitelj ima još gradiva o temi Sveti Martin |

Mrežna mjesta
- Martin Tourski, sv. Hrvatska opća enciklopedija
- Antonija Zaradija Kiš, Sv. Martin iz likovnih predodžbi 15. stoljeća  Arhivirana inačica izvorne stranice od 26. studenoga 2022. (Wayback Machine), Hrvatska revija 4/2005.